# Peste italiana de 1629–1631

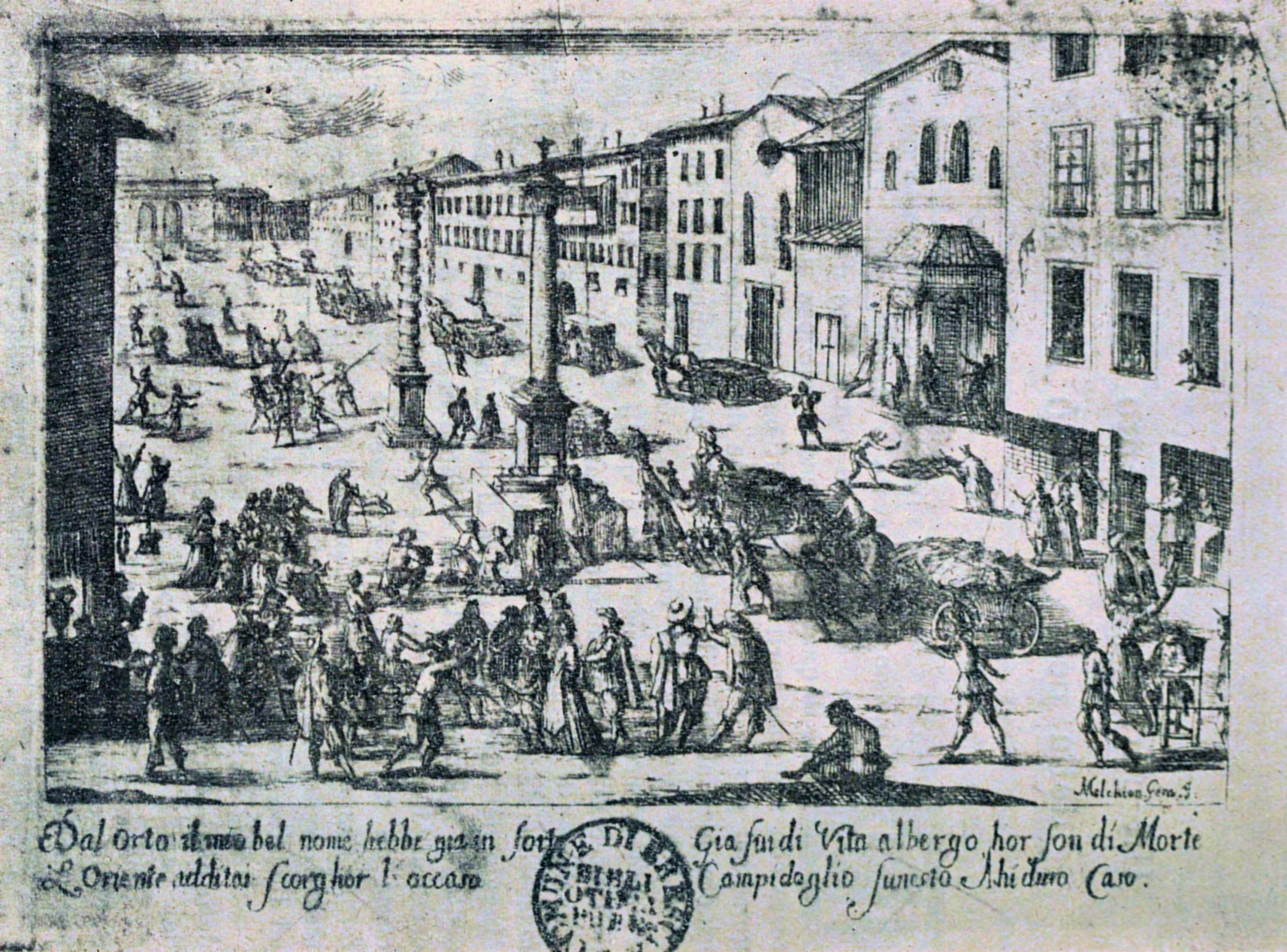
Melchiorre Gherardini, Piazza S. Babila, Milão, durante a peste de 1630: carros de combate à peste transportam os mortos para o sepultamento.

A peste italiana de 1629-1631, também conhecida como Grande Peste de Milão, foi uma epidemia de peste bubónica em 1348 e terminou no século XVIII, espalhando-se pela Itália no período entre 1629 e 1633. Um dos dois maiores surtos na Itália durante o século XVII, afetou o norte e centro da Itália e resultou em pelo menos 280.000 mortes, com algumas estimativas de fatalidades estimadas em 1.100.000 pessoas, ou cerca de 35% da população.  A peste pode ter contribuído para o declínio da economia da Itália em relação à de outros países da Europa Ocidental.  A epidemia é conhecida na Itália como peste manzoniana porque foi amplamente descrita por Alessandro Manzoni no romance I promessi sposi e no ensaio histórico Storia della colonna infame enquanto no exterior é recordada como a "peste italiana". Peste Italiana ou Grande Peste de Milão.